# NGC 1326
NGC 1326 je galaksija u zviježđu Kemijska peć.

## Vanjske poveznice
- SEDS: NGC 1326